# Fekete pont (film)
A Fekete pont 2024-ben bemutatott magyar film, melyet Szimler Bálint rendezett, operatőre az Emmy-díjas Rév Marcell. Főszereplője Mészöly Anna és Paul Mátis.
A film a magyar közéletben élesen megosztó témát, a közoktatást mutatja be, azonban a kormányközeli és az attól független sajtó is egyértelműen pozitívan ír a filmről.
Világpremierje a 77. Locarnói Nemzetközi Filmfesztiválon volt, 2024. augusztus 9-én. Magyarországon 2024. szeptember 19-én mutatták be a mozik.

## Cselekmény
Ájuldozó gyerekek és végeláthatatlan beszédek az ünnepélyes tanévnyitón. Finomfőzelék és hipós felmosóvíz jellegzetes szaga a menzán. 
A Berlinből hazaköltözött tízéves Palkó csodálkozva szemléli a budapesti lakótelepi általános iskola mindennapjait. Egyedül Juci néni, a pályakezdő tanárnő érti őt meg igazán, aki szintén elszenvedője a házmester-kultúrában megragadt, rendpárti és tekintélyelvű intézményi rendszernek. 
A helyenként groteszkbe hajló, örkényi hagyományokat továbbvivő Fekete pont számos hazai producer együttműködésében, független alkotásként valósult meg.

## Szereplők
- Paul Mátis – Palkó
- Mészöly Anna – Juci, Palkó új osztályfőnöke
- Kovács 'Dadan' Ákos – Ákos, testneveléstanár
- Inez Mátis – Hermina tanárnő
- Ferenczi Gábor – Kornél tanár úr
- Lőkös Ildikó – Ildikó, biológia-tanárnő
- Nádasi László – Zoli, technikatanár
- Márton Eszter – Eszter tanárnő
- Bruck Zsuzsanna – Zsuzsa tanárnő
- Dragon Gábor – Gábor iskolaigazgató
- Gombos Judit – Magdi tanárnő
- Marozsán Erika – Palkó anyukája

## Nézettség, bevétel
A nézettségi adatok szerint 129 066 jegyet adtak el rá, és ezzel az eredménnyel mintegy 297 441 181 Ft bevételt termelt a jegypénztáraknál.

## Díjak és jelölések
| Fesztivál                             | Szekció                        | Kategória       | Jelölt         | Eredmény | Ref.          |
| ------------------------------------- | ------------------------------ | --------------- | -------------- | -------- | ------------- |
| 77. Locarnói Nemzetközi Filmfesztivál | Concorso Cineasti del Presente | Arany Leopárd   | Szimler Bálint | Jelölve  | [ 9 ]         |
| 77. Locarnói Nemzetközi Filmfesztivál | Concorso Cineasti del Presente | Legjobb előadás | Mészöly Anna   | Elnyerte | [ 10 ] [ 11 ] |
| 77. Locarnói Nemzetközi Filmfesztivál | Concorso Cineasti del Presente | Különdíj        | Szimler Bálint | Elnyerte | [ 10 ] [ 11 ] |